# Тумса (гурт)
Ту́мса (латис. Tumsa) — латвійський рок-гурт. Заснований 1991 у м. Лієпая.
З 1994 солістом гурту був Мартіньш Фрейманіс.

## Історія
Гурт Tumsa випустив шість альбомів і є одним з найпопулярніших в Латвії (очевидно, після Prāta Vētra).
Заснував 1991 бас-гітарист Яніс Даугаліс (Jānis Daugalis). 1994 гурт вперше бере участь у конкурсі «Mikrofona dziesmu aptauja». Але у цей же час гурт полишає соліст Фелікс Тід'єліс (Fēlikss Ķiģelis) — він заснував власний рок-проект «Melnā Princese». Цей випадок став щасливим шансом для Мартіньша Фрейманіса (Mārtiņš Freimanis), який заступив місце Тід'єліса у свої 17 років і за короткий час став рок-зіркою Латвії.
2000 великий успіх — хіт «Lietus dārzs».
Ударом для гурту стала несподівана смерть вокаліста Мартіньша Фрейманіса (27 січня 2011). Але Tumsa продовжує існування.

## Формат
Музика в стилі поп-рок. Абсолютна більшість композицій — латвійською мовою.

## Альбоми
- Putni (1998)
- Katram savu Atlantīdu (2000)
- Nesaprasto cilvēku zemē (2001)
- Spēlējot debesis (2002)
- 1000000 itnekā (2004)
- Dziesmu izlase 1996—2006 piedzīvojums (2006)
- SUNS (2008, вінілова платівка)
- Pat Parisai tā nav (сингл)